# بنجامین هولند
بنجامین هولند (به انگلیسی: Benjamin Howland) سناتور سابق عضو حزب دموکرات-جمهوری‌خواه بود. وی در سال ۱۸۰۴ تا ۱۸۰۹ میلادی سناتور ایالت رود آیلند در سنای ایالات متحده آمریکا بود.